# Juniperus deppeana
 Juniperus deppeana (яловець алігаторовий) — вид хвойних рослин родини кипарисових.

## Поширення, екологія
Країни зростання: Мексика (Чіуауа, Коауїла, Дуранго, Ідальго, Оахака, Пуебла, Сонора, Веракрус, Сакатекас); США (Аризона, Нью-Мексико, Техас). Росте на луках, чагарниках у ялівцевих лісових і відкритих соснових лісах, з, наприклад Opuntia, Agave, Cactaceae, Yucca, Solanum papita у відкритих місцях проживання; з Pinus cembroides, Pinus leiophylla, Pinus teocote, Juniperus flaccida, Quercus у чагарниках, рідколіссях і лісах; у напівпосушливих горах і більш посушливій міжгірській зоні на сухих, кам'янистих схилах або в долинах і плато з піщаними ґрунтами, на вапняку, вулканічних покладах або інших типах порід. Висотний діапазон для цього виду від 750 м до 2750 м над рівнем моря.

## Морфологія
Дерево дводомне, до 10—15(30) м, стовбур один; крона округла. Кора коричнева, розшаровується прямокутними пластинами Гілки від розлогих до висхідних. Листки зелені, але іноді здаються сріблястими, краї з дрібними зубцями; батогоподібні листки 3–6 мм, не сизі зверху; лускоподібні листки 1–2 мм, не перекриваються, верх від гострого до загостреного. Шишки зріють 2 роки, кулясті, 8–15 мм, від червонувато-коричневих до темно-червоно-коричневих, тьмяні, з 1–7 насінням. Насіння 6–9 мм.

## Використання
Деревина може використовуватися локально для дрібномасштабних будівельних цілей і огорож для фермерських господарств, але комерційно не експлуатується. Великі дерева вирубали через їхню міцну деревину особливо в частинах Мексики. У Мексиці саджають як посадку між полями в штаті Пуебла, разом з Agave americana.

## Загрози та охорона
Цей вид має велику площу проживання, розділену на кілька роз'єднаних сортів, деякі з них перебувають під загрозою. У деяких регіонах Мексики поселення були скорочені у зв'язку з рубками і особливо змінами в землекористуванні (сільське господарство, випас худоби). Попри це, як видається, немає серйозної заклопотаності з приводу загрози зникнення для цього таксона, особливо в США. Цей ялівець присутній у кількох ПОТ у США і Мексиці.